# Aleksander Rafałowski

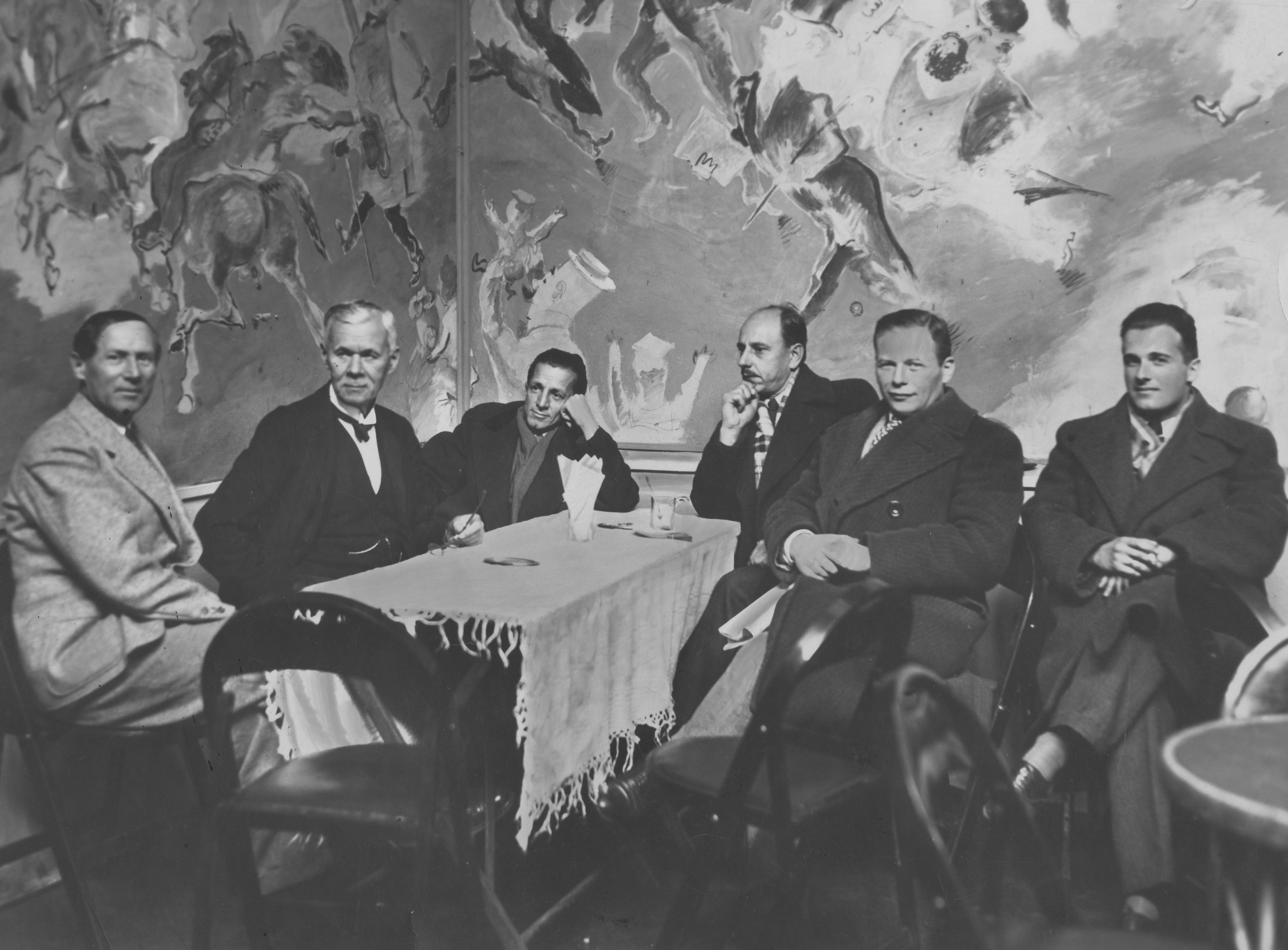
Kawiarnia IPS w Warszawie (1933). Od lewej: Alfred Terlecki, Ludomir Janowski, Henryk-Nowina Czerny, Edward Czerwiński, Aleksander Rafałowski, Maciej Nehring

Aleksander Rafałowski (ur. 5 czerwca 1894 w Warszawie, zm. 22 stycznia 1981 tamże) – polski artysta malarz i scenograf.

## Życiorys
Syn Henryka. Studiował w latach 1913–1914 w krakowskiej Akademii Sztuk Pięknych u Jacka Malczewskiego, w latach 1915−1922 w warszawskiej Szkole Sztuk Pięknych u Edwarda Trojanowskiego oraz w latach 1922−1923 w Berlinie u Aleksandra Archipenki. W 1926 dzięki stypendium wyjechał do Paryża. Był członkiem założycielem Grupy Kubistów, Konstruktywistów i Suprematystów „Blok” (1924−1926) oraz ugrupowania „Praesens” (1926−1929). Swoje prace pokazywał na licznych wystawach indywidualnych w kraju i za granicą, m.in. na corocznym salonie Zachęty w Warszawie (1911), w Instytucie Propagandy Sztuki w Warszawie (1926, 1928, 1929, 1937), Galerie Sacrée du Printemps w Paryżu (1927) i Teatro Moderno w Rzymie (1929). 
Po wybuchu II wojny światowej wyjechał do Lwowa, później do ZSRR. W 1942 pracował jako ilustrator wydawanego przez Wandę Wasilewską czasopisma „Nowe Widnokręgi”. Zaciągnął się do Ludowego Wojska Polskiego. W 1 Dywizji Piechoty im. Tadeusza Kościuszki pełnił funkcje kronikarza i ilustratora oraz projektował scenografię do przedstawień Teatru 1 Armii Wojska Polskiego. Od 1944 pracował przy organizacji Resortu Kultury i Sztuki, w grudniu 1944 był zastępcą kierownika tego resortu. 31 grudnia 1944 został posłem do Krajowej Rady Narodowej, reprezentując Polską Partię Robotniczą. W 1945 został dyrektorem Departamentu Plastyki Ministerstwa Kultury i Sztuki.
Po wojnie wrócił do Warszawy. W latach 1946–1965 piastował stanowisko profesora Akademii Sztuk Pięknych. Dwukrotnie pełnił funkcję dziekana Wydziału Malarstwa oraz prorektora uczelni. W 1964 zyskał tytuł profesora zwyczajnego.
Od 1948 był członkiem Polskiej Partii Robotniczej.
Prace Aleksandra Rafałowskiego znajdują się w wielu kolekcjach prywatnych w kraju i na świecie (np. w USA, Francji, Szwajcarii) oraz w zbiorach muzealnych, m.in. w Muzeum Narodowym w Warszawie i Krakowie, Muzeum Sztuki w Łodzi, Muzeum Historii Polskiego Ruchu Rewolucyjnego w Warszawie, Muzeum Górnośląskim w Bytomiu.
Zmarł w Warszawie, pochowany na cmentarzu Wojskowym na Powązkach (kwatera A39-2-9).

## Ordery i odznaczenia
- Order Sztandaru Pracy I klasy (1964)[5]
- Krzyż Oficerski Orderu Odrodzenia Polski (11 lipca 1955)[6]
- Medal 10-lecia Polski Ludowej (19 stycznia 1955)[7]

## Nagrody
- Państwowa Nagroda Artystyczna III stopnia w dziale plastyki za portret gen. Świerczewskiego (1950)[8]
- Nagroda Państwowa II stopnia z okazji 20-lecia Polski Ludowej (1964)[9]